# Récif découvrant
Un récif découvrant est un relief maritime, que les plus fortes marées laissent découvert à marée basse et recouvert à marée haute. Il est donc en deçà de la laisse de basse mer, mais ne définit pas une île disposant d'une ligne de côte.
La convention sur le droit de la mer reconnaît aux récifs découvrant une portée juridique dans la détermination de la ligne de base, qui sert à séparer le territoire du domaine maritime, et à définir les frontières maritimes.

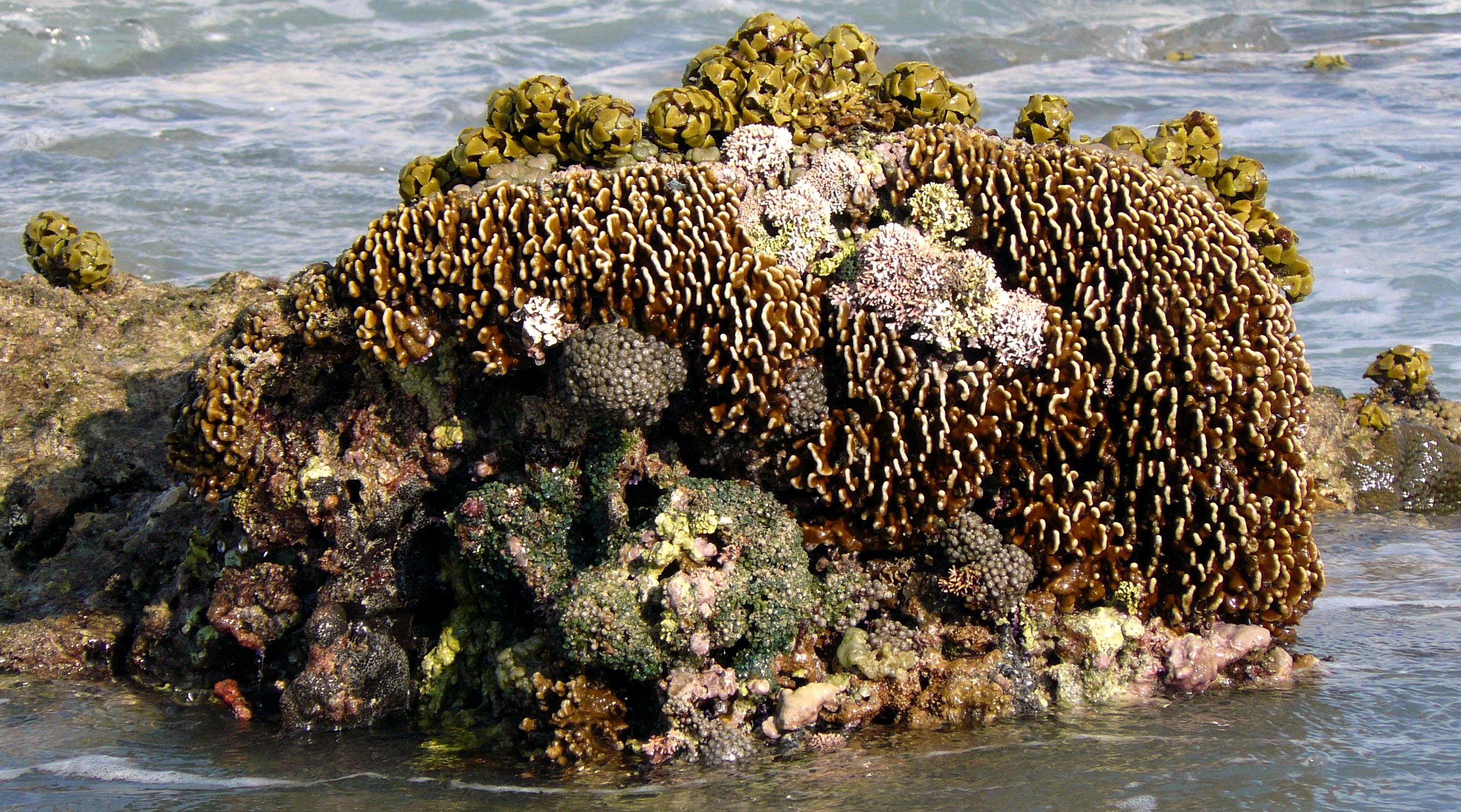
Un récif découvrant à marée basse.

## Prise en compte dans la ligne de base

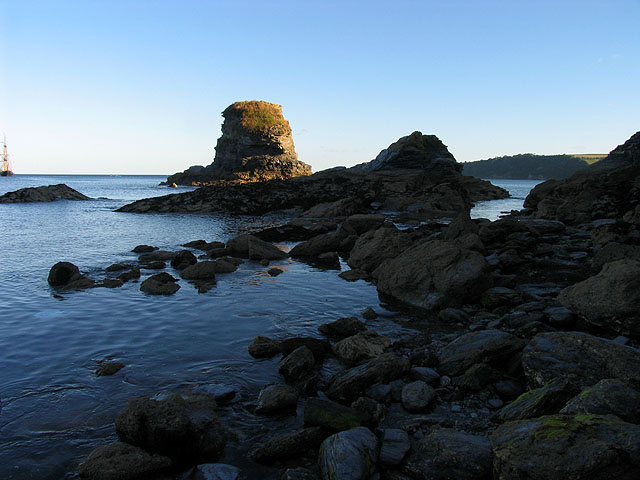
Récif côtier en Angleterre.

En règle générale, les  lignes  de  base  droites  ne  doivent  pas  être  tirées  vers  ou  depuis  des  hauts-fonds  découvrants, mais deux exceptions sont prévues : 
- Lorsque  des  hauts-fonds  découvrants  se  trouvent, entièrement  ou  en  partie,  à une distance du continent ou d’une île ne dépassant pas la largeur fixée pour la mer territoriale ;
- Lorsque  des  phares  ou  des  installations  similaires  émergées en permanence y ont été construits.

Dans ces cas, la laisse de basse mer sur ces hauts-fonds peut être prise comme ligne de base. Cependant, le tracé des lignes de base droites ne doit pas s’écarter sensiblement de la direction  générale  de  la  côte  et  les  étendues de  mer  situées  en  deçà  doivent  être  suffisamment liées au domaine terrestre pour être soumises au régime des eaux intérieures.
Il convient de noter que si la ligne de base marque la séparation entre les eaux intérieures et les eaux territoriales (vers le large), c'est la laisse de basse mer naturelle de la côte qui dans tous les cas sert de référence pour ces deux exceptions.
Si des lignes de base droites ayant été tracées en s'écartant significativement de la côte, de nouveaux récifs découvrants viennent à se trouver de ce fait dans les eaux territoriales, ils ne peuvent pas servir de base à une nouvelle expansion de la ligne de base, ce qui pourrait conduire à des expansions sans limite par jeux de « saute-mouton » successifs. C'est bien pour éviter une telle application récursive que l'article 13-1 ne parle pas de récifs découvrants « situés dans les eaux territoriales », mais fait bien partir la mesure de distance « du continent ou d'une île ».

## Cas particuliers

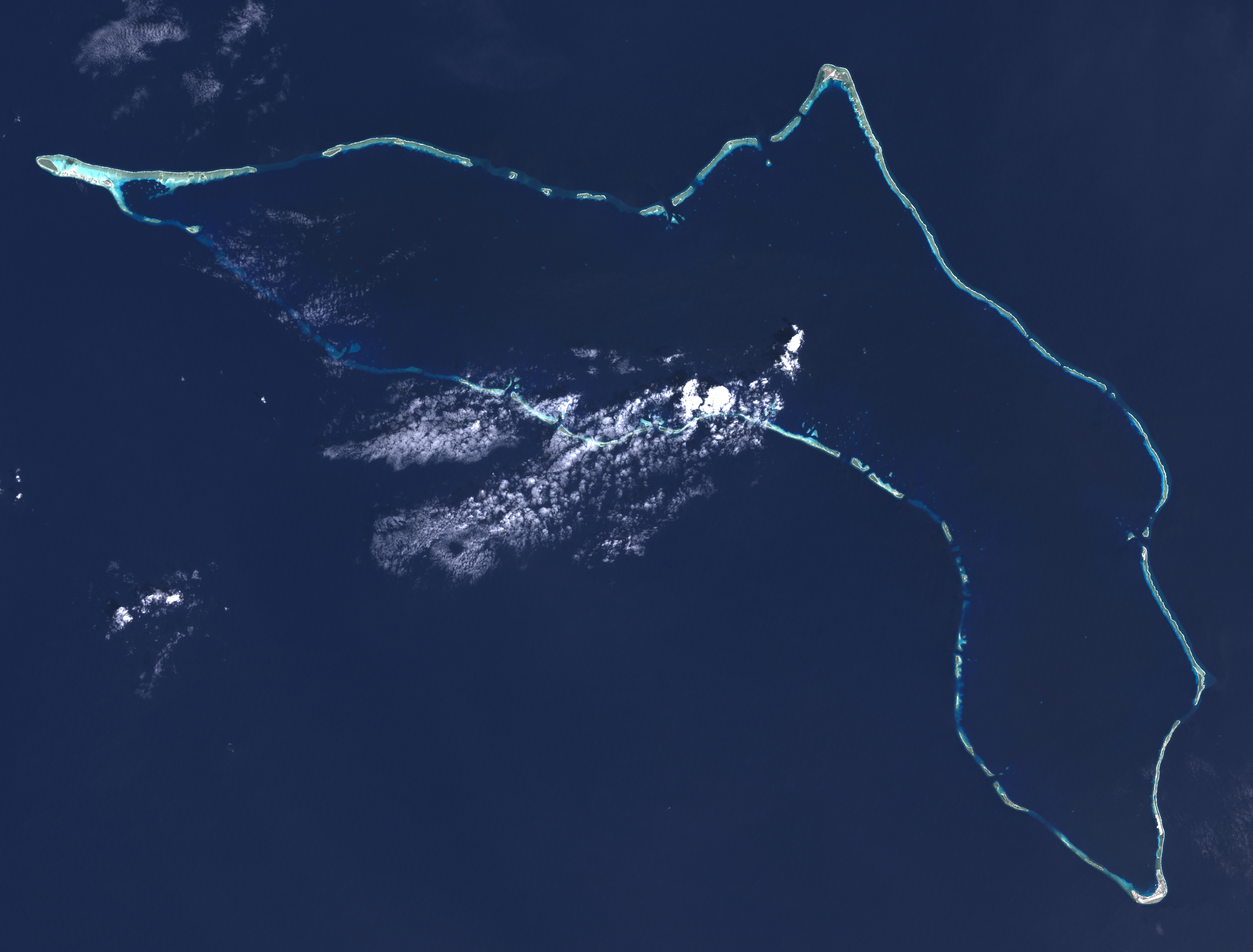
La ligne de base d'un atoll est la laisse de basse mer de l'extérieur du récif.

La ligne de côte n'est cependant pas prise en compte pour le tracé des lignes de base dans deux situations particulières :
- Un état archipel peut tracer des « lignes de base archipélagiques » droites reliant les points extrêmes des îles les plus éloignées et des récifs découvrants. Cette ligne de base délimite alors les eaux archipélagiques, qui suivent un régime juridique propre proche de celui des eaux territoriales ; et dans ce cas elle n'a pas à suivre la forme générale de la côte, mais la forme générale de l'archipel. À noter toutefois que ces lignes de base archipélagiques sont distinctes des lignes de base délimitant les eaux intérieures, pour lesquelles les règles précédentes restent valables.
- Lorsqu’il s’agit de parties insulaires d’une formation atollienne ou d’îles bordées de récifs frangeants, la ligne de base à partir de laquelle est mesurée la largeur de la mer territoriale est la laisse de basse mer sur le récif, côté large, telle qu’elle est indiquée sur les cartes marines reconnues officiellement par l’état côtier.

Dans ces deux cas, tous les hauts-fonds concernés peuvent servir d'appui aux lignes de bases.
Dans le cas d'un atoll, le récif délimite sa « ligne de base »,
et « Sous réserve de la partie IV (États archipel), les eaux situées en deçà de la ligne de base de la mer territoriale font partie des eaux intérieures de l’État. »
De ce fait, toute l'étendue de son lagon constitue juridiquement non pas des « eaux territoriales » ni même des « eaux archipélagiques », mais bien une « eau intérieure », c'est-à-dire compte juridiquement comme surface de « territoire ». L’État à qui l'on reconnaît une souveraineté territoriale sur cette partie émergente peut revendiquer à ce même titre toute la surface du lagon.
De ce point de vue, un état comme les Maldives n'a une superficie émergée que de 300 km2 (200e rang mondial), mais pour le droit de la mer, son territoire juridique est de l'ordre de 300 000 km2, constitué à 99% d'eaux intérieures — ce qui le place théoriquement aux mêmes rangs que l'Italie ou la Norvège.